# Waranodon
Waranodon – rodzaj gada ssakokształtnego z rodziny Varanopsidae i podrodziny Varanodontinae. Żył w permie na terenie dzisiejszej Ameryki Północnej.